# Pietra Grande
Pietra Grande – szczyt w Dolomitach Brenty, części Alp Wschodnich. Leży w północnych Włoszech w regionie Trydent-Górna Adyga.
Pierwszego wejścia 14 lipca 1883 r. dokonali Edward Theodore Compton, A. i O. de Falkner, Matteo Nicolussi i Antonio Dallagiacoma.